# Filogènia computacional

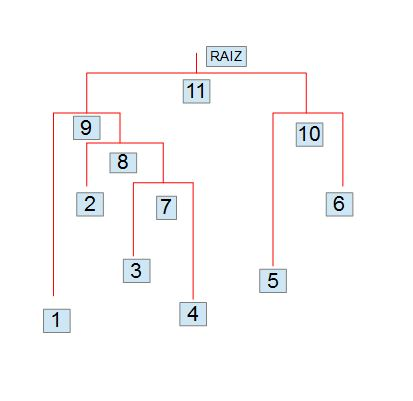
Arbre filogenètic arrelat

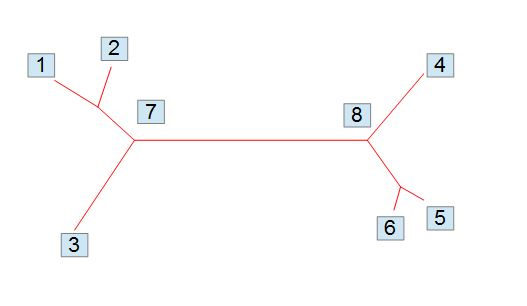
Arbre filogenètic sense arrel

La filogènia computacional (Computational phylogenetics en anglès) és l'aplicació de mètodes i programes d'algorismes computacionals a les anàlisis de la filogènia.
L'objectiu és formar un arbre filogenètic que representi una hipòtesi sobre l'antecessor evolutiu d'un grup de gens espècies o altres tàxons. Per exemple aquestes tècniques han estat usades per explorar l'arbre familiar de les espècies d'homínids i les relacions entre gens específics compartits per molts tipus d'organismes.